# Кайлер Лі
Кайлер Лі (англ. Chyler Leigh; нар. 10 квітня 1982, Шарлотт, Північна Кароліна, США) — американська акторка, співачка та модель. Її найвідоміші ролі — лікар Лексі Грей в телесеріалі «Анатомія Грей», та Олександра «Алекс» Денверс в «Супердівчина».

## Життєпис
Народилася 10 квітня 1982 року в місті Шарлотт, Північна Кароліна, в сім'ї Івонн Нортон і Роберта Поттс. Дитинство дівчинки пройшло в містечку Вірджинія-Біч, на південному сході штату Вірджинія, на узбережжі Атлантичного океану. Потім вона разом з матір'ю і братом — Крістофером Кайманом Лі — переїхала в Маямі, штат Флорида. А вже у восьмому класі для Кайлер почалася кар'єра моделі. Незабаром з модельного бізнесу дівчина пішла в акторське ремесло. Все почалося з участі в рекламних роликах на місцевому телебаченні і новинний передачі для підлітків під назвою «Hall Pass». Лі не закінчила рідну старшу школу, зате успішно склала іспит у школу Каліфорнії.
Ще в ранньому віці дебютувала у кіно. Першою роботою став фільм 1997 року «Академія кікбоксингу» (Kickboxing Academy). За сюжетом фільму Лі та її брата Крістофера довелося брати участь в еротичних сценах, попри те, що Кайлер на той момент було лише 15 років. У 2001 році Лі отримала провідну роль Джейн Бріггс у фільмі «Недитяче кіно». Також вона знялася в кліпі Меріліна Менсона на пісню «Tainted Love». Журнал «Maxim» присудив Чайлер 65-е місце в сотні найсексуальніших жінок 2002 року.
2002 року Лі знялася у двох коротких телесеріалах: «Girls Club», в якому зіграла адвокатку Сару Міклі, і «That '80s Show», де виконала роль панк-рокерки на ім'я Вівторок Червня (англ. June Tuesday). Далі Кайлер стала постійною акторкою в драматичному серіалі каналу ABC про судові справи «Практика», але через те, що бюджет проєкту був сильно урізаний — Лі встигла знятися лише в кількох сезонах.
Після цього, у вересні 2005 року Кайлер приєдналася до команди акторів для знімань у серіалі «Зустріч випускників» (Reunion). Що ж стосується «Анатомія Грей», на початку цього телешоу Лі з'являється в ролі дівчини в барі, яка намагається підчепити Дерека Шеппарда. Вже в третьому сезоні серіалу стає ясно, що вона — Лексі Грей — зведена сестра Мередіт. З четвертого сезону знімань Лі отримала постійну роль у серіалі.
На деякий час[коли?] акторка залишає творчу діяльність, віддавши перевагу сім'ї, але 2014 року повертається, знявшись у головній ролі в серіалі «Таксі: Бруклін».
2015 року Кайлер отримала роль Олександри «Алекс» Денверс у серіалі «Супердівчина».

## Особисте життя
20 липня 2002 Лі одружилася з актором Натаном Вестом. У 2000 році подружжю довелося працювати разом у телевізійному серіалі «Сьоме небо» (7th Heaven), виконуючи ролі неспокійних друзів — Френкі і Джонні. У Лі та Веста троє дітей — син і дві дочки: Ной Вайльд (нар. грудень 2003), Тейлін Лі (нар. вересень 2006) та Енністон Кей (нар. 7 травня 2009).

## Фільмографія
| Рік       |    | Українська назва         | Оригінальна назва            | Роль                                        |
| --------- | -- | ------------------------ | ---------------------------- | ------------------------------------------- |
| 2015—2021 | с  | Супердівчина             | Supergirl                    | Алекс Денверс                               |
| 2007—2018 | с  | Анатомія Грей            | Grey's Anatomy               | лікар Лексі Ґрей                            |
| 2017—2020 | с  | Легенди завтрашнього дня | DC's Legends of Tomorrow     | Алекс Денверс, 1 епізод                     |
| 2017—2021 | с  | Флеш                     | The Flash                    | Алекс Денверс, 1 епізод                     |
| 2017      | с  | Стріла                   | Arrow                        | Алекс Денверс, 1 епізод                     |
| 2014      | с  | Таксі: Бруклін           | Taxi Brooklyn                | детектив Кейтлін Салліван, 12 епізодів      |
| 2013      | тф | Вітрина дивосвіту        | Window Wonderland            | Слоан Ван Дорен                             |
| 2012      | ф  | Гальмо                   | Brake                        | Моллі Рейнс                                 |
| 2012      | с  | Приватна практика        | Private Practice             | лікар Лексі Ґрей                            |
| 2010      | тф | Дев'ятнадцята дружина    | The 19th Wife                | Квінні                                      |
| 2005—2006 | с  | Зустріч випускників      | Reunion                      | Карла Нолл, 13 епізодів                     |
| 2005      | с  |                          | Rocky Point                  | Кессі Флін, 1 епізод                        |
| 2004      | с  |                          | North Shore                  | Кейт Спенглер, 1 епізод                     |
| 2003      | с  | Юридична практика        | The Practice                 | Клер Ваят, 10 епізодів                      |
| 2002      | с  | Дівочий клуб             | Girls Club                   | Сара Мікл, 9 епізодів                       |
| 2002      | с  | Це шоу 80-х              | That '80s Show               | Джун Тьюсди (Червень Вівторок), 13 епізодів |
| 2001      | ф  | Недитяче кіно            | Not Another Teen Movie       | Джейні Бріґз                                |
| 2001      | в  |                          | Marilyn Manson: Tainted Love | дівчина                                     |
| 2000      | с  |                          | Wilder Days                  | Ріп                                         |
| 2000      | с  | Сьоме небо               | 7th Heaven                   | Френкі, 3 епізоди                           |
| 2000      | с  |                          | M.Y.O.B.                     | 1 епізод                                    |
| 1999      | с  |                          | Saving Graces                | Грейс Сміт                                  |
| 1999      | с  | Безпечна гавань          | Safe Harbor                  | Джеймі Мартін, 9 епізодів                   |
| 1997      | ф  | Академія кікбоксингу     | Kickboxing Academy           | Сінді                                       |
| 1997      | с  |                          | Kinetic City Super Crew      |                                             |
| 1996      | с  |                          | Hall Pass                    | Співмешканка                                |